# 姚谷県
姚谷県（ようこく-けん）は、中国にかつて設置された県。現在の陝西省渭南市白水県の一部に相当する。
478年（太和2年）、北魏により設置された。姚谷県は華州白水郡に属した。境域内に黄崖山があったと伝えられる。北周の時代にも史書にその地名が登場することから、隋初まで存在したものと考えられる。廃止時期については不明であるが、583年（開皇3年）に隋により白水郡と同時に廃止されたと推察されている。